# Milan Trbojević
Milan Trbojević (* 26. Dezember 1943 in Kragujevac, Jugoslawien; † 26. Juli 2013 in Kuzmanovići bei Čelinac, Bosnien und Herzegowina) war ein bosnischer Politiker.

## Leben
Er war bis 1990 Richter in Sarajevo. 1992 wurde er in das Abgeordnetenhaus von Bosnien und Herzegowina gewählt. Kurz darauf wurde er Stellvertreter des Premierministers der Republika Srpska, Branko Đerić. Er gehörte zunächst der Serbischen Demokratischen Partei an. 1995 beteiligte er sich gemeinsam mit Radoslav Brđanin an der Gründung der Narodna stranka Republike Srpske (Volkspartei der Republika Srpska), die keine nennenswerten Erfolge verzeichnen konnte. Während der 1. Amtszeit von Milorad Dodik als Premierminister der Republika Srpska (1998 bis 2001) war er Justizminister.